# Agorarcha illapsa
Agorarcha illapsa är en fjärilsart som beskrevs av Edward Meyrick 1925. Agorarcha illapsa ingår i släktet Agorarcha och familjen äkta malar. Inga underarter finns listade i Catalogue of Life.